# Magyarkeresztúr
Magyarkeresztúr község Győr-Moson-Sopron vármegyében, a Csornai járásban.

## Fekvése
Magyarország északnyugati részén, a Rábaközben, annak délnyugati részén helyezkedik el.

### Megközelítése
Legfontosabb közúti megközelítési útvonala az M86-os autóút, amely a déli határszéle mellett halad el és csomópontja is van a község közvetlen közelében (bár zsebeházai területen). Lakott területét viszont csak alsóbbrendű utak érintik: délkelet-északnyugati irányban a 8605-ös, északkelet-délnyugati irányban a 8606-os út halad át a településen. Itt ér véget a Szilsárkánytól idáig húzódó 8602-es út, illetve a déli határszélét érinti még a 8607-es út is.
Vonattal megközelíthető a Hegyeshalom–Porpác-vasútvonalon; ugyan a vonal itteni megállója, Magyarkeresztúr-Zsebeháza megállóhely Zsebeháza területén található, de Magyarkeresztúr központjától is csak bő másfél kilométer választja el.

## Története és mai élete
Környéke már a régi korok embereinek is letelepedésre alkalmas vidék volt. A soproni múzeumba került mészbetétes díszítésű edények arról vallanak, hogy már a bronzkorban is ember lakott a Rábaköznek ezen a vidékén.
Hosszú ideig a Tótkeresztúr név volt használatos, feltehetően a török dúlás alkalmával kipusztult, illetve elmenekült lakosság pótlására idetelepített tótok (horvátok) után. Ezt a nevet 1906. május 18-án a belügyminiszter 29433/I.c számú rendeletével változtatta Magyarkeresztúrra.
A római korban a Savariába (Szombathely) vezető hadiút a mai falu mellett vezetett el. Sőt a szájhagyomány szerint a "Csornai dombon" kis római erődítmény állott, amely az erre utazóknak pihenőhelyül, védelmül szolgált. A szántóföldeken talált tárgyak az avarok jelenlétére is utalnak. Ez nem is csoda, hiszen két szomszédos faluban (Mihályi, Szil) is találtak már avar kori sírokat, amelyeket a régészek tártak fel. Árpád népének nyoma viszont még nem került elő a falu határából, de még a környékről sem.
* Pertel néven szerepel először oklevélben, ma is használatos neve 1391-ből származik, amelyet a Szent Kereszt tiszteletére felszentelt temploma után kapott.
1230-ban szerepel a falu először oklevélben, Pertel néven. Ez a név a német Berthold személynév bajor-osztrák ejtésváltozatából származik. Ez a személynévi eredetű elnevezése a birtoknak, valószínűleg első birtokosa után. Majd az oklevelek szerint királyi birtok. 1230-ban viszont az Osl nemzetségből származó Belud comes birtokol itt földeket, ugyanis Pertelen egy ekére való földet adományoz az oklevél szerint a csornai premontrei rendnek. Ezzel kezdődik a rend sok évszázados birtokjelenléte a faluban. 1280-ban, többek között, ismét Keresztúron is adományoz 1-2 ekényi földet az Osl nembeli Herbod a premontreieknek. A falu ma is használatos Keresztúr neve már 1391-ben, Zsigmond korában megjelenik a régi nevével együtt: "ad Sanctam Crucem in Pertel". Tehát a falu templomát a Szent Kereszt tiszteletére szentelték és ez ment át lassan a településre is. A Keresztúr ugyanis a Szent Kereszt Ura, vagyis Jézus értelmében volt használatos abban a korban. A 15. században aztán a Keresztúr elnevezés válik általánossá, de ismerik mellette továbbra is a régi nevét is. Egy 1435-ben kelt oklevélben olvasható: "Villa Pertelque nonc Kereszthwr vocatur", azaz "Pertel falu, amely most Keresztúrnak neveztetik".
Ezt követően, mint annyi más település az országban, gyakran esik a főurak hatalmaskodásainak áldozatául. 1438-ban Ostfy János az itteni birtokát teljes egészében a csornai konventnek adta. Ugyanekkor azonban a Rohoncziak is kérték a birtokot Albert királytól. A premontreiek ez ellen persze tiltakoztak, méghozzá sikerrel. De a konvent beiktatására csak 1447-ben kerülhetett sor a közbejött akadályok miatt. A konvent vezetőjét, Pál prépostot 10 jobbágytelekbe iktatták be. 1451-ben azonban Herbotyai Ostfy János és felesége akarták elfoglalni. Pál prépost ez ellen is eredményesen tiltakozott. Az Ostfyakkal együtt szintén az Osl nemzetségből származó nagyhatalmú Kanizsai családnak is volt ekkor már itt birtoka. 1454-ben sok más faluval együtt, ezt is kifosztotta és felperzselte Kertesi Vaytraher Konrád és Hofi Gyles. A jobbágyok egy részét elkergették, másokat fogságba hurcoltak, sőt többeket legyilkoltak. 1458-ban az Ostfyak és a csornai konvent a jobbágytelkeikhez tartozó szántóföldeket – mivel szomszédos birtokosok voltak – egyenlően felosztották. Az Ostfyak azonban 3 darab földdel – Gyarman, Kepes és Keresfölde – többet foglaltak le maguknak. Ezenkívül a konvent néhány keresztúri jobbágyát és azok feleségeit elfogták és Vásárosfalura, az Ostfyak birtokára vitték. E sérelmek miatt a konvent panaszt tett a nádornál, aki ki is küldte vizsgálatra a szolgabírót. Ő a panaszt valósnak találta. 1466-ban viszont a Kanizsai család két tagja rabolta ki fegyvereseivel az Ostfy birtokokat, többek közt Keresztúrt is. Összesen 5000 aranyforint kárt okoztak.

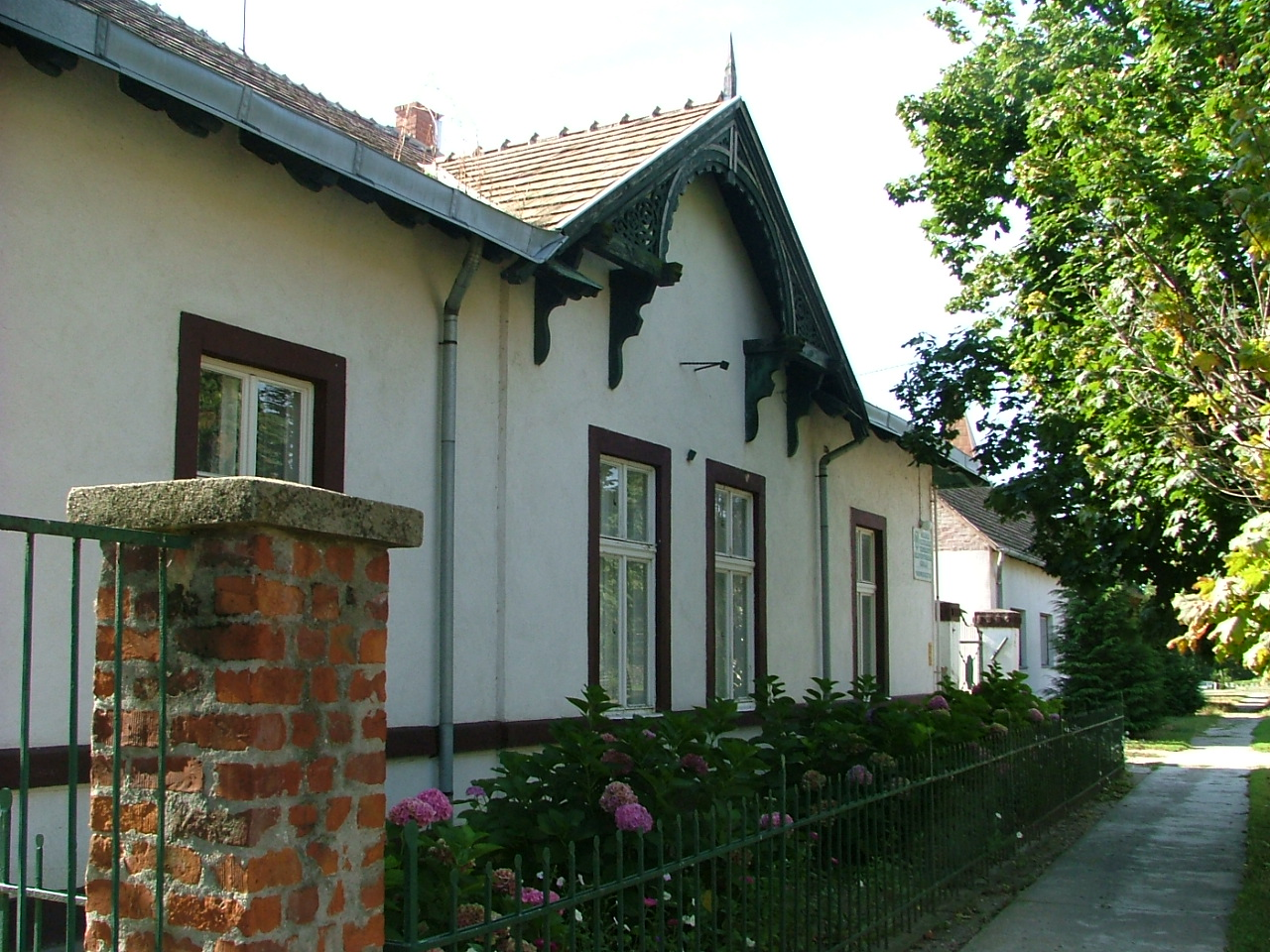
A mesterséges megtermékenyítő

A 15. századi háborús konjunktúra hatására a földesurak birtokaikon majorgazdálkodásba fognak. 1588-ban a prépostságnak már fennáll a falu határában a majorja. Az Ostfyak két birtokos tagja, Mihály és özvegy Ostfy Tamásné külön létesítettek egy-egy majort. A 16-17. században a Megyery család is rendelkezik birtokkal a faluban.
A török hódítás azonban az egész Rábaköz romlását okozta. Amikor 1594-ben a török elfoglalja Győrt, a vidék falvaival együtt Keresztúrt is elpusztította. A falu jó egy évtizedre elnéptelenedett. 1604-ben is csak 1 jobbágyházat laktak. A jobbágyok pótlására valószínűleg ekkor telepítettek "tótokat", vagyis horvátokat is a birtokra. Ezek azonban a magyar lakosság közt aztán teljesen elmagyarosodtak.
A Megyery család kihalásával birtokaikra 1663-ban Nádasdy Ferenc szerzett adományt, így a keresztúri birtokrész is a kapuvári uradalomhoz került. Ekkor már a falu birtoka csak a Nádasdyak és a premontreiek között oszlott meg. Amikor azonban Nádasdy Ferencet felségárulás vádjával kivégezték, birtokait is elkobozták. 10 évi kincstári kezelés után Eszterházy Pál váltotta ki azokat. Így lett a falu egy része hercegi birtok 1681-től.
A 18. században már jobbágy nélküli kisnemesek is szép számmal élnek a faluban. Az 1767-es úrbérrendezéskor  23 telkes jobbágyot és 5 házas zsellért regisztráltak, valamint 17 és fél egész telket rögzítettek. A határt a III. osztályba sorolták be, ami elég gyenge minőséget jelentett. A hagyomány szerint Mária Terézia intézkedései ellen lázadás tört ki a faluban, ezért a rebelliseket megtizedelték. Az úrbérrendezés után szerződés alapján fizették a dézsmát a győri káptalannak, telkenként 35 váltóforintot. A földesuraknak pedig az úrbárium szerint 3,5 aranyforintot a robot fejében. Az 1785-ös összeíráskor már 83 ház állt a faluban és 713 lakosa volt. Az 1820. évi szavazásra jogosult nemesek összeírásakor 48 keresztúri birtokos nemes neve került a listára.
Az 1848-49-es szabadságharcban a keresztúriak is részt vettek. 10 katonát adott a falu honvédségébe. Közülük egy, Nagy János közhonvéd el is esett a harcokban.
Az 1850-es népszámlálás adatai alig mutatnak fejlődést a 18. századvégi állapotokhoz képest: 98 házban 793 lakost írtak össze. A színmagyar lakosság vallásilag nagyon megosztott volt. A többséget az evangélikusok tették ki (450 fő), mellettük 233 katolikus élt, de jelenvoltak a reformátusok is (3 fő), sőt 34 zsidót is találunk itt ekkor. Amint láttuk, már a század elején is jelentős volt a faluban a kisbirtokos nemesség száma. Úgy is emlegetik Keresztúrt, mint kisnemesek jobbágyfalvát. Ez úgy jöhetett létre, hogy a világi nagybirtok már viszonylag korán elkezdett felaprózódni. Az 1905. évi birtokív is ezeket az állapotokat szemlélteti. Eszerint a község határának 2778 kat. hold művelés alá vett területéből 1615 hold a nagybirtok (57%), 1163 hold pedig a 100 hold alatti parasztbirtok és kisbirtok (43%). Az I. világháború utáni földosztáskor, 1923-25-ben a hercegi nagybirtokból 255 holdat osztottak ki a szegényparasztok közt 1-2 holdas darabokban, amelyekért az új tulajdonosoknak megváltási árat kellett fizetniük a hercegnek. Ez a felemás földosztás azonban nem oldotta meg a szegényparasztság megélhetési gondjait. A nincstelen, vagy csak néhány holddal rendelkezőknek, illetve családjuknak ezután is a majorságokba vagy a nagygazdákhoz kellett elszegődniük idénymunkára: részesben arattak, csépeltek. A két világháború között további darabokat adtak el a hercegi hitbizományból, amelyeket a falu parasztjai vásároltak meg néhány holdas darabokban. Így ekkor már a határnak nem egészen 33%-ára terjedt ki a nagybirtok. A lakosság 57%-át a 20 hold alatt gazdálkodók tették ki, viszont 17% még mindig csak mezőgazdasági cselédként kereste szűkös kenyerét. 100 hold fölötti nagybirtokos is élt a faluban (2%), a további 7% pedig 100 és 20 hold közötti birtokon gazdálkodott. A paraszti birtokon viszonylag magas színvonalon gazdálkodtak a tulajdonosok. A főbb termények termésátlagai a megyei átlag fölött voltak. Az állattenyésztésen belül elsősorban a sertéstenyésztés volt jelentős, de 10-12 gazda szarvasmarha tenyésztéssel is intenzíven foglalkozott. Olyannyira, hogy teheneiket törzskönyveztették és tejszövetkezetet hoztak létre.
A háború után, 1945 tavaszán ismét a nagybirtokból hajtották végre a földosztást. A kisajátított 300 kat. hold földből 101 igénylőnek juttattak. 50 házhelyet is kiosztottak.

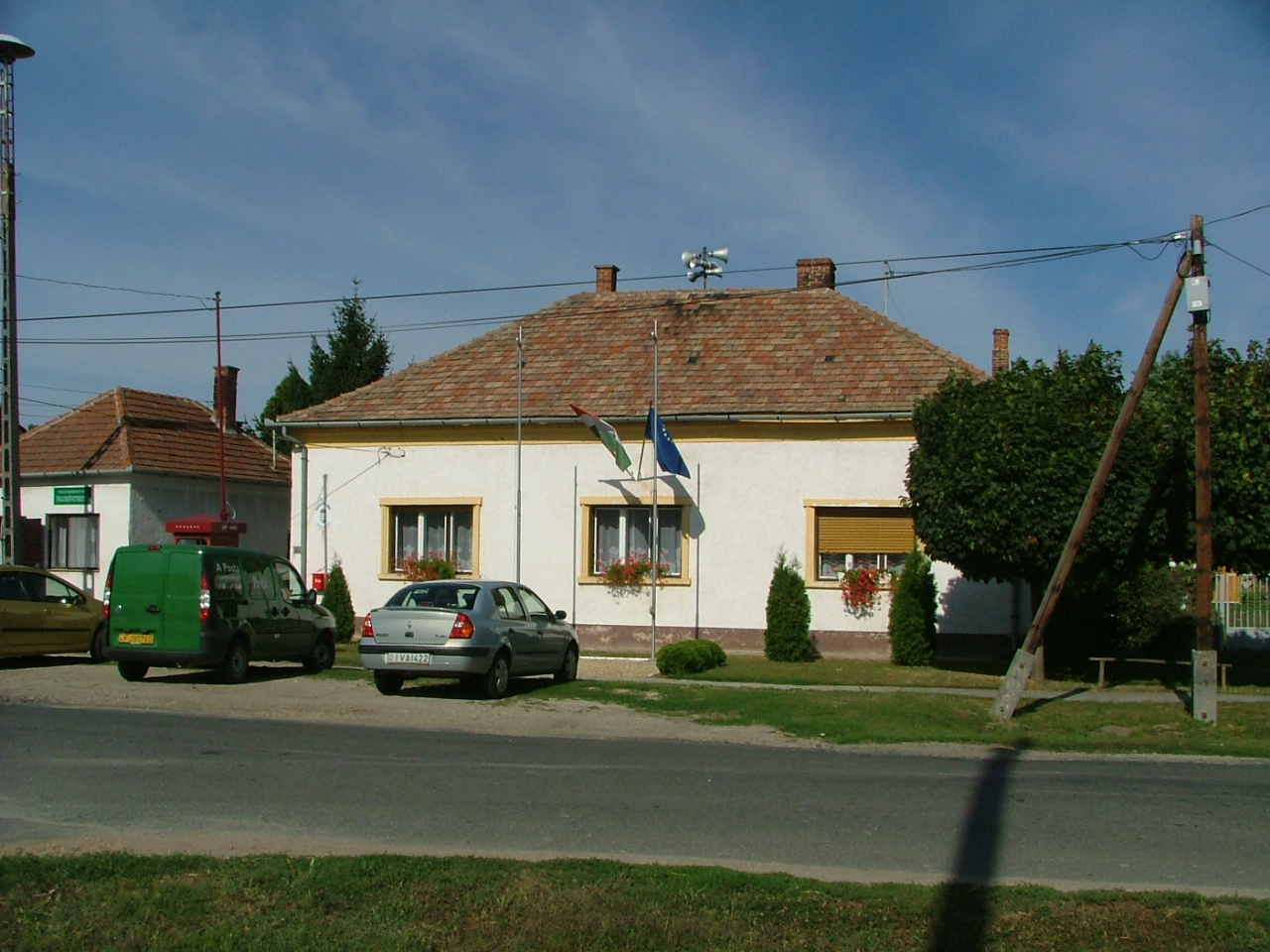
A községháza mellett (balra) a faluszövetkezet

Magyarkeresztúron érdekesen alakult a termelőszövetkezet története a lakosság szociális összetételéből adódóan. Ugyan viszonylag korán megalakították az elsőt 12 családdal (1948), de a lakosság nagyobbik része még évekig ellenállt ennek a törekvésnek. 1952-ben sikerült megtörni a lakosság ellenállását és többen beléptek, de 50 másik család inkább másik szövetkezetet hozott létre, amely jellegében is más volt. A földjét mindenki maga művelte, a csoport csak ellenőrizte a termelést. Ezt a szövetkezetet középparasztok hozták létre, akik féltették nehezen megszerzett "birtokukat" a szegényparasztoktól és így próbálták kivédeni a "kolhozosítást". Az állattenyésztés megszervezésére is külön épített istállót a két szövetkezet, így két külön major is létesült.
Az 1956-os forradalom itt is megrengette a szövetkezeteket, azonnal föloszlottak. 1957-ben kisebb csoportok alakultak újra, amelyeket aztán ismét két szövetkezetbe szerveztek. 1961-ben azonban nem engedték már tovább fenntartani a megosztottságot, hanem Petőfi néven egyesítették őket.
Magyarkeresztúr fontos mezőgazdasági intézménye a Mesterséges Termékenyítő Főállomás, amely 1948-ban alakult. Az egész megyére kiterjed tevékenysége. 1967-től elkezdődött folyamatos modernizálása.
Jelenleg önálló önkormányzatú község. A körjegyzőségi feladatokat Mihályi látja el. Az infrastrukturális ellátottsága jó, a vízvezeték- és a telefonhálózat kiépült

## Közélete

### Polgármesterei
- 1990–1994: Foki Tibor (független)[4]
- 1994–1998: Foki Tibor (független)[5]
- 1998–2002: Foki Tibor (független)[6]
- 2002–2006: Németh Erzsébet (független)[7]
- 2006–2010: Németh Erzsébet (független)[8]
- 2010–2014: Németh Erzsébet (független)[9]
- 2014–2015: Németh Erzsébet (független)[10]
- 2015–2019: Németh Erzsébet (független)[11]
- 2019–2024: Kovácsné Kálmán Gyöngyi (független)[12]
- 2024– : Kovácsné Kálmán Gyöngyi (független)[1]

A településen 2015. augusztus 16-án időközi polgármester-választást (és képviselő-testületi választást) tartottak, az előző képviselő-testület önfeloszlatása miatt. A választáson a hivatalban lévő polgármester is elindult, és sikerült is megerősítenie pozícióját.

## Népesség
A település népességének változása:
| Lakosok száma | 436  | 431  | 431  | 369  | 421  | 428  | 407  |
|               | 2013 | 2014 | 2015 | 2021 | 2022 | 2023 | 2024 |

A 2011-es népszámlálás során a lakosok 93,7%-a magyarnak, 0,5% németnek mondta magát (5,8% nem nyilatkozott; a kettős identitások miatt a végösszeg nagyobb lehet 100%-nál). A vallási megoszlás a következő volt: római katolikus 48,1%,evangélikus 25,5%, felekezeten kívüli 4,4% (21,5% nem nyilatkozott).
2022-ben a lakosság 89,5%-a vallotta magát magyarnak, 3,1% németnek, 0,5% cigánynak, 0,5% görögnek, 0,2% románnak, 0,2% örménynek, 0,2% ruszinnak, 1,9% egyéb, nem hazai nemzetiségűnek (8,3% nem nyilatkozott; a kettős identitások miatt a végösszeg nagyobb lehet 100%-nál). Vallásuk szerint 36,6% volt római katolikus, 18,8% evangélikus, 0,5% református, 0,2% egyéb katolikus, 6,4% felekezeten kívüli (37,5% nem válaszolt).

## Látnivalók
- Baditz-kastély

## Híres emberek
- Itt született és itt halt meg Baditz Ottó (1849–1936) festőművész.
- Itt született Németh Erzsébet (1953) olimpiai bronzérmes kézilabdázó.

## Képgaléria

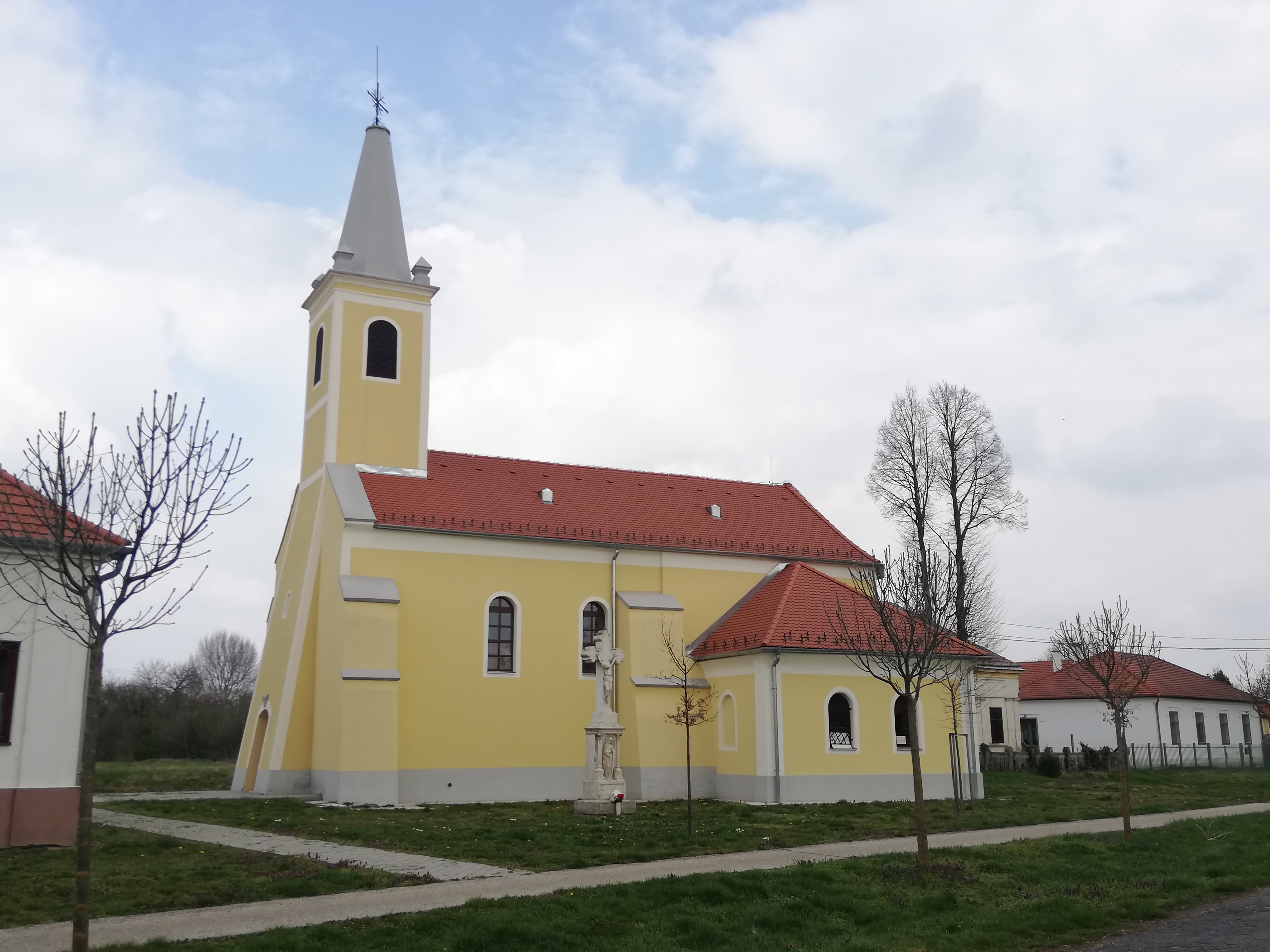
Katolikus templom
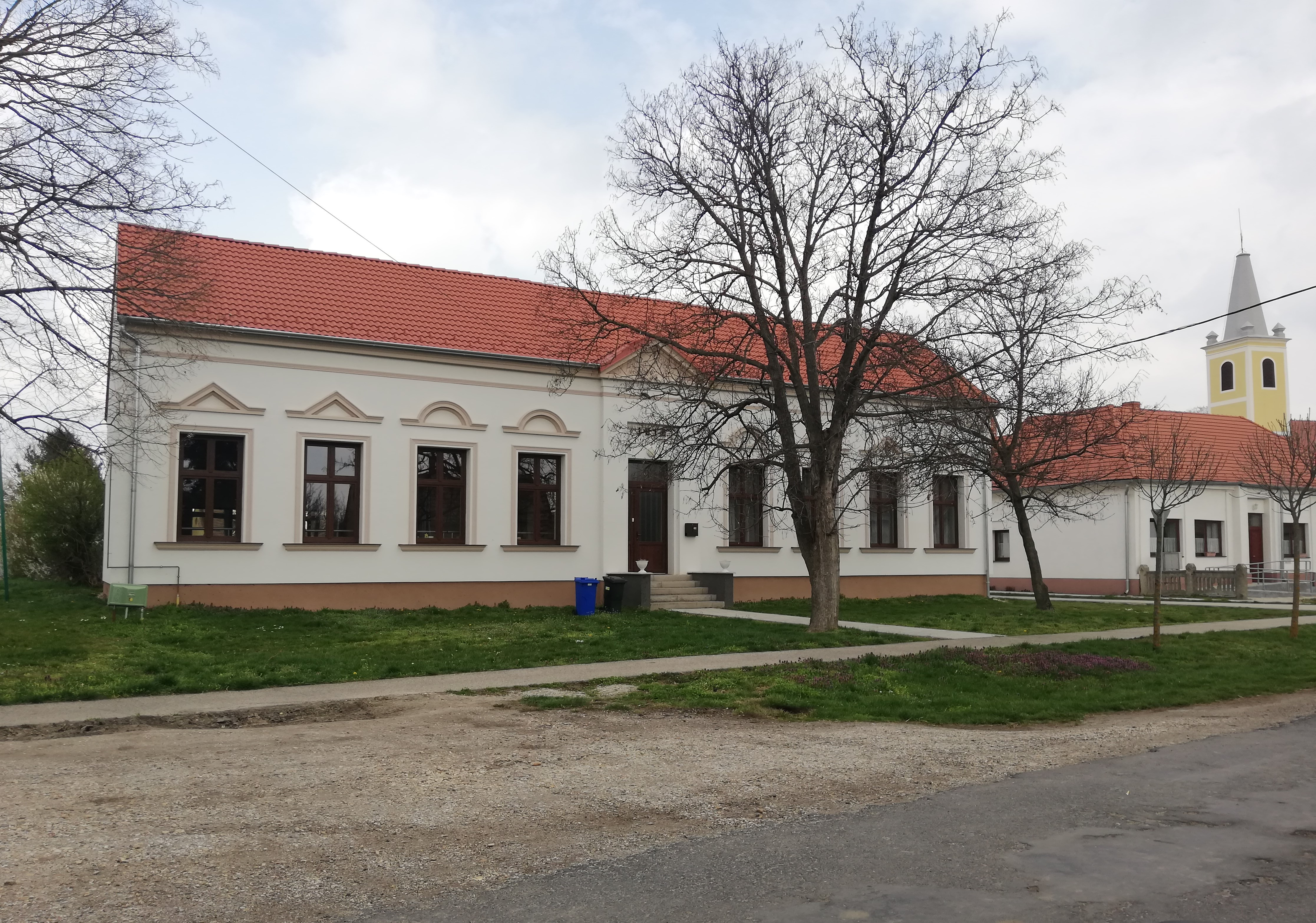
A régi iskolaépület
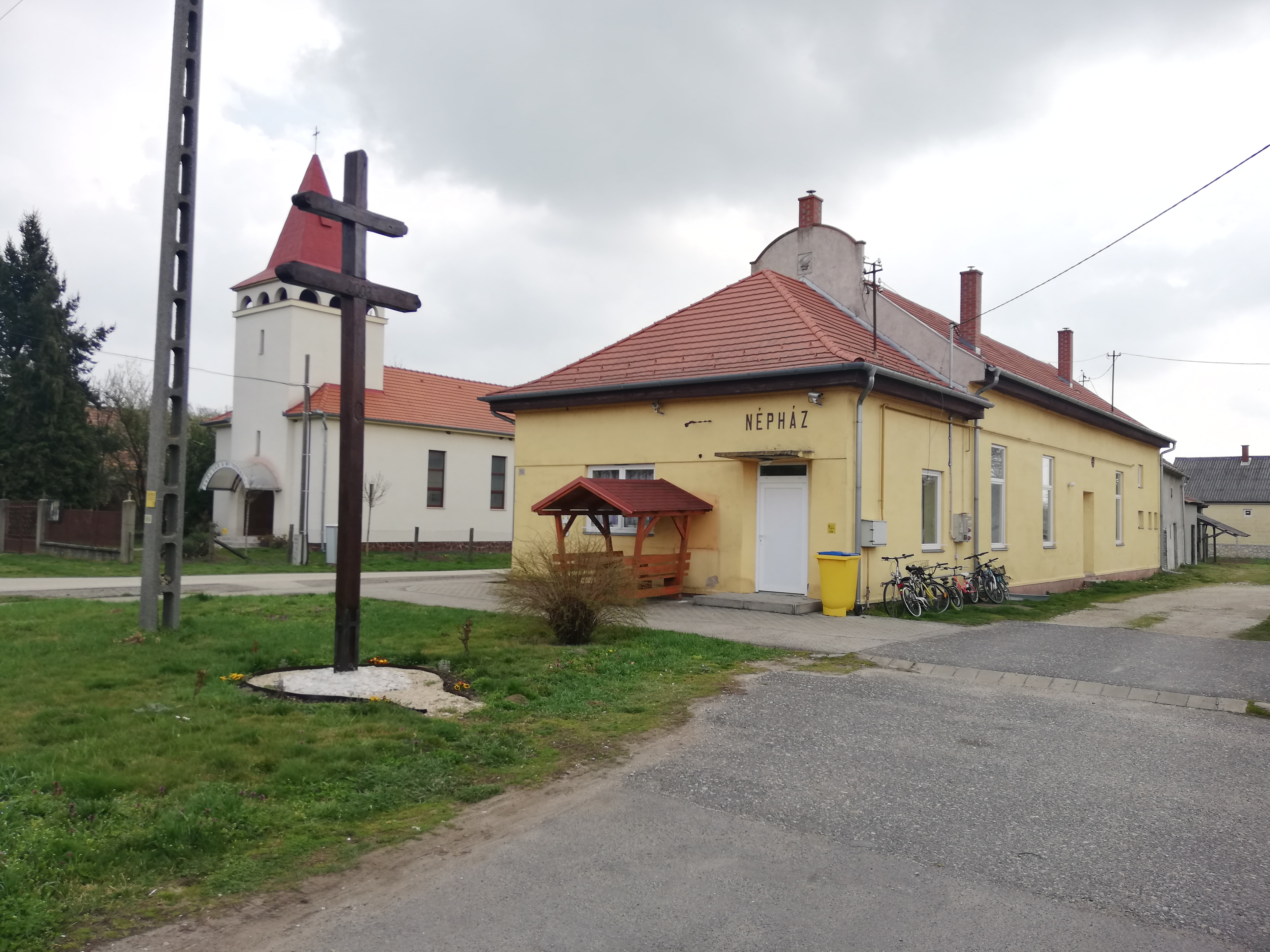
A Népház és környezete
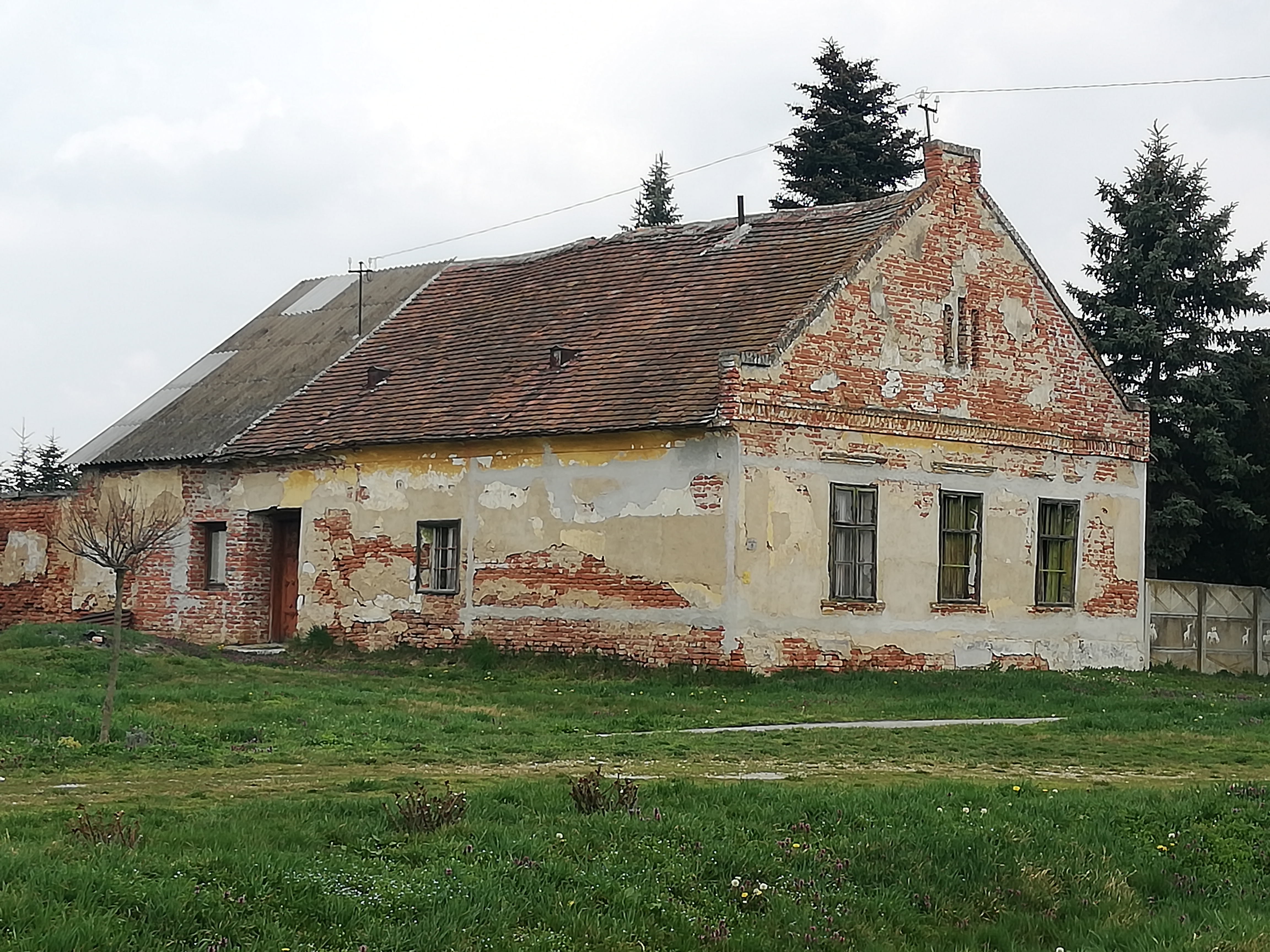
Régi majorsági épület a falu délnyugati szélén
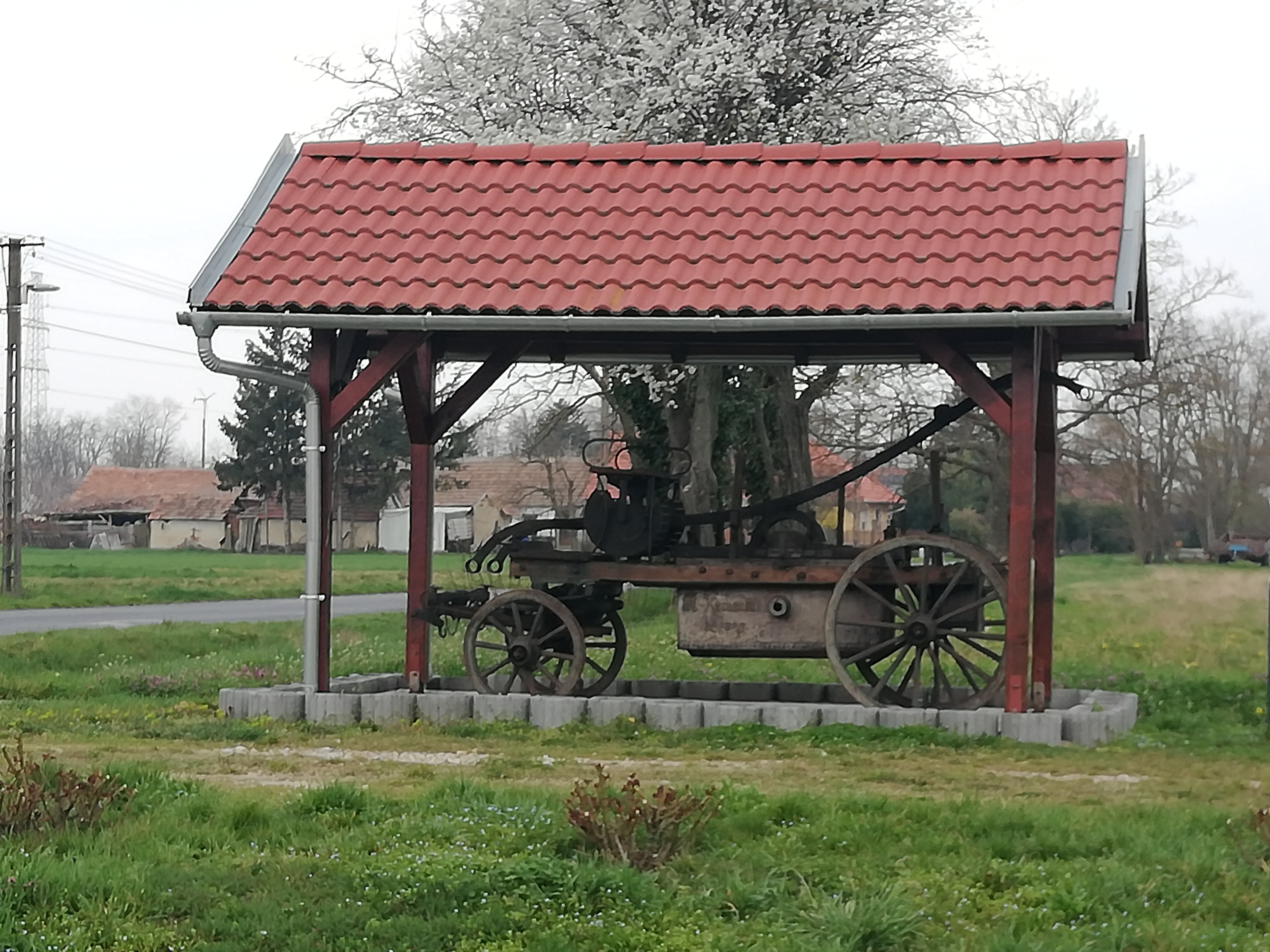
Régi tűzoltószekér a főutcán
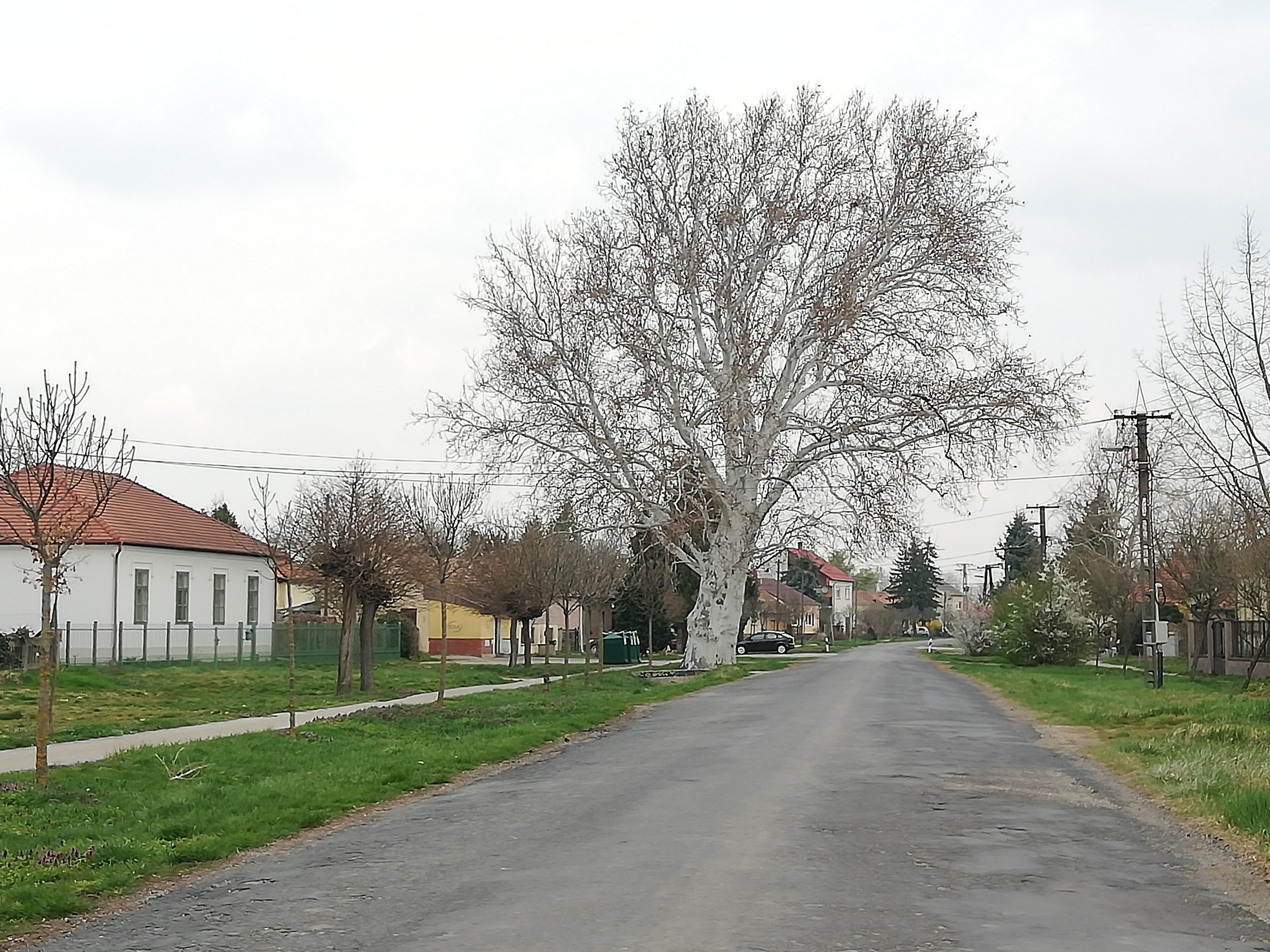
Falukép
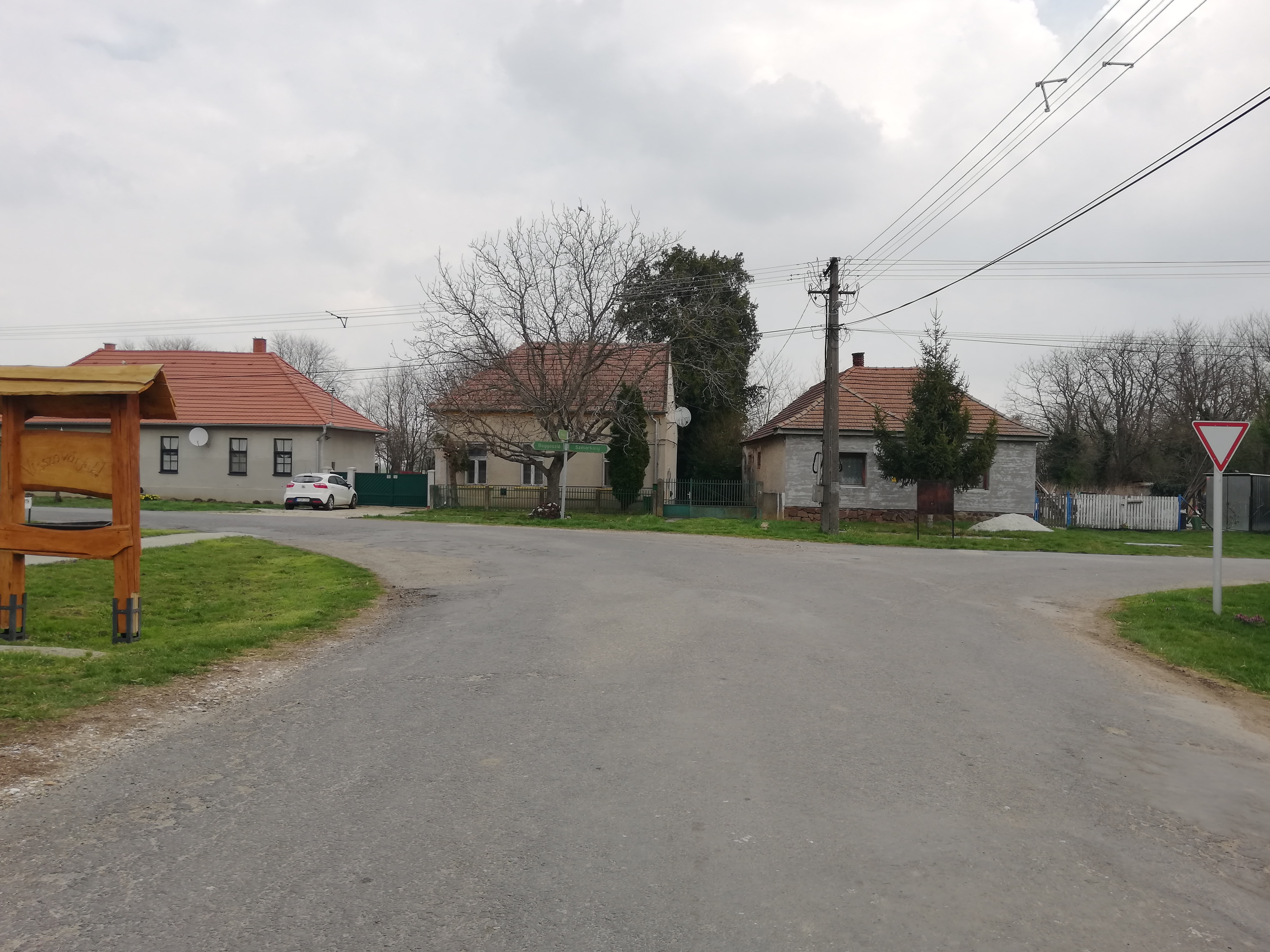
Útelágazás a belterület északi részén
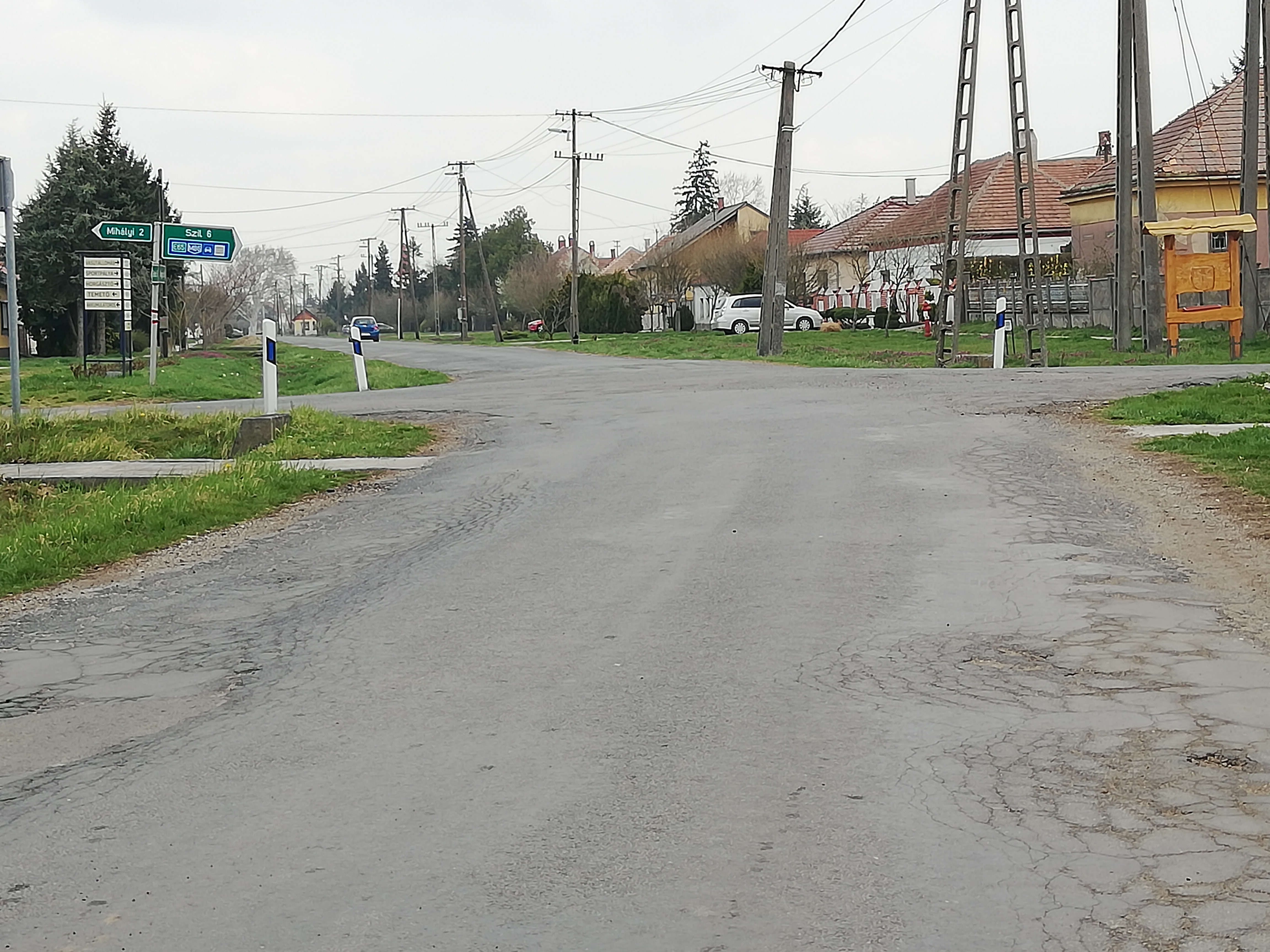
A 8606-os és a 8605-ös utak keresztezése az előbbiről (Vadosfa felől) nézve